# Fusichalara dimorphospora
Fusichalara dimorphospora är en svampart som beskrevs av S. Hughes & Nag Raj 1973. Fusichalara dimorphospora ingår i släktet Fusichalara, divisionen sporsäcksvampar och riket svampar.   Inga underarter finns listade i Catalogue of Life.